# Albert Nasse
Albert F. Nasse (2. juli 1878 i St. Louis – 21. november 1910 i St. Louis) var en amerikansk roer som deltog i OL 1904 i St. Louis.
Nasse blev olympisk mester i roning under OL 1904 i St. Louis. Han vandt firer uden styrmand sammen med Arthur Stockhoff, August Erker og George Dietz. Mandskabet repræsenterede Century Boat Club, St. Louis